# Coraline Hugue
Coraline Hugue est une fondeuse française, née le 11 mars 1984 à Embrun. Elle est spécialiste des courses de distance.

## Biographie
Née le 11 mars 1984 à Embrun dans les Hautes-Alpes, Coraline Hugue s'entraîne au Ski-Club-les Orres-Crévoux-Embrun (SCOCE) à Crévoux. Sa carrière officielle commence en 2002 dans la Coupe continentale. En 2003 et 2004, elle prend part aux Championnats du monde junior, se classant notamment septième du cinq kilomètres à Stryn en 2004.
Lors de l'hiver 2004-2005, elle parvient à monter sur quatre podiums en Coupe OPA, le circuit européen, mais surtout fait ses débuts en Coupe du monde à Liberec. En janvier 2006, elle marque ses premiers points avec une 27e à la poursuite d'Oberstdorf.
Elle remporte la médaille d'argent sur la poursuite du Championnat du monde des moins de 23 ans à Tarvisio en 2007.
Sa première sélection en championnat du monde intervient en 2009 à Liberec, arrivant notamment huitième avec le relais et 14e sur le trente kilomètres libre.
Victime d'une lésion d'un ligament croisé du genou en 2009, Hugue se voit privée de toute chance de participation aux Jeux olympiques de Vancouver. Elle revient à la compétition en 2011. En février de cette année, elle obtient la médaille d'argent du dix kilomètres des championnats du monde militaire disputés à Sarajevo, derrière sa compatriote Anouk Faivre-Picon. Militaire à l'École militaire de haute montagne (EMHM), elle remporte en 2013 le titre mondial lors des Jeux mondiaux militaires d'hiver sur le dix kilomètres. En 2013 à Val di Fiemme, elle obtient son meilleur résultat individuel en mondial avec le dixième rang sur le dix kilomètres libre. De même, à l'occasion du prologue du Tour de ski, elle finit septième, soit son meilleur résultat sur une étape de tour en Coupe du monde.
Sélectionnée en équipe de France pour les Jeux olympiques de 2014 à Sotchi, elle termine au pied du podium lors de l'épreuve de relais 4 x 5 kilomètres avec Anouk Faivre-Picon, Célia Aymonier et Aurore Jean. En fin d'année, après une dixième place au dix kilomètres libre de Lahti en Coupe du monde, elle remporte une médaille de bronze aux championnats du monde militaire de Sodankylä.
Lors du Tour de ski 2014-2015, Hugue ajoute un troisième top dix à son actif en Coupe du monde avec une neuvième place au prologue, tandis qu'elle finit 18e de la course.
Aux Championnats du monde 2015, à Falun, elle prend une douzième place sur le dix kilomètres libre et la sixième place au sprint par équipes (finaliste).
En mars 2015, elle remporte un deuxième titre mondial militaire sur le dix kilomètres de l'édition de Boden. Cet hiver, elle enregistre son meilleur classement général en Coupe du monde, 39e.
En 2018, pour son ultime saison au plus haut niveau, elle honore sa deuxième sélection pour des jeux olympiques, à Pyeongchang, occupant le 29e rang au skiathlon, le 14e au dix kilomètres libre, le 8e au sprint par équipes et e 12e au relais.

## Palmarès

### Jeux olympiques
| Épreuve / Édition   | Sprint                           | Sprint                           | 10 km                            | 10 km                            | Skiathlon 2 × 7,5 km | 30 km | Relais | Relais   |
| Épreuve / Édition   | libre                            | classique                        | libre                            | classique                        | Skiathlon 2 × 7,5 km | 30 km | Sprint | 4 × 5 km |
| JO 2014 Sotchi      | —                                | Épreuve inexistante à cette date | Épreuve inexistante à cette date | —                                | 22e                  | 7e    | —      | 4e       |
| JO 2018 Pyeongchang | Épreuve inexistante à cette date | —                                | 14e                              | Épreuve inexistante à cette date | 29e                  |       | 8e     | 12e      |

Légende :
- : pas d'épreuve
- — : Non disputée par Hugue

### Championnats du monde
| Épreuve / Édition           | Sprint                           | Sprint                           | 10 km                            | 10 km                            | Poursuite / Skiathlon 2 × 7,5 km | 30 km | Relais | Relais   |
| Épreuve / Édition           | libre                            | classique                        | libre                            | classique                        | Poursuite / Skiathlon 2 × 7,5 km | 30 km | Sprint | 4 × 5 km |
| Mondiaux 2009 Liberec       | —                                | Épreuve inexistante à cette date | Épreuve inexistante à cette date | —                                | 34e                              | 14e   | —      | 8e       |
| Mondiaux 2013 Val di Fiemme | Épreuve inexistante à cette date | —                                | 10e                              | Épreuve inexistante à cette date | 32e                              |       | 10e    | 6e       |
| Mondiaux 2015 Falun         | Épreuve inexistante à cette date | —                                | 12e                              | Épreuve inexistante à cette date | —                                | —     | 6e     | 8e       |

Légende :
- : pas d'épreuve
- — : Non disputée par Hugue

### Coupe du monde
- Meilleur classement général : 39e en 2015.
- Meilleur résultat : 10e (et une 7e place dans une étape du Tour de ski).

| Saison / Épreuve | Général | Général | Distance | Distance | Sprint | Sprint | Tour de ski depuis 2007          | Finales depuis 2008              | Nordic Opening depuis 2011       |
| ---------------- | ------- | ------- | -------- | -------- | ------ | ------ | -------------------------------- | -------------------------------- | -------------------------------- |
| Saison / Épreuve | Place   | Points  | Place    | Points   | Place  | Points | Tour de ski depuis 2007          | Finales depuis 2008              | Nordic Opening depuis 2011       |
| 2006             | 118e    | 4       | 85e      | 4        | -      | -      | Épreuve inexistante à cette date | Épreuve inexistante à cette date | Épreuve inexistante à cette date |
| 2008             | 60e     | 43      | 35e      | 43       | -      | -      | —                                | —                                | Épreuve inexistante à cette date |
| 2009             | 55e     | 71      | 38e      | 63       | -      | -      | 40e                              | —                                | Épreuve inexistante à cette date |
| 2010             | 112e    | 7       | 91e      | 7        | -      | -      | —                                | —                                | Épreuve inexistante à cette date |
| 2012             | 84e     | 12      | 62e      | 12       | -      | -      | 45e                              | —                                | 46e                              |
| 2013             | 48e     | 120     | 33e      | 112      | -      | -      | 29e                              | 36e                              | 50e                              |
| 2014             | 53e     | 94      | 34e      | 68       | 70e    | 6      | 26e                              | —                                | 39e                              |
| 2015             | 39e     | 168     | 31e      | 116      | -      | -      | 18e                              | Épreuve inexistante à cette date | 45e                              |
| 2016             | 82e     | 16      | 56e      | 16       | -      | -      | Abandon                          | —                                | —                                |
| 2018             | 66e     | 53      | 43e      | 53       | -      | -      | Abandon                          | 38e                              | —                                |

### Championnats du monde des moins de 23 ans
- Tarvisio 2007 :
  -  Médaille d'argent à la poursuite.

### Coupe OPA
- 5e du classement général en 2011.
- 19 podiums, dont 4 victoires.

### Championnats de France
Championne de France Elite dont :
- Longue distance : 2008 - 2009 - 1983
- Poursuite : 2009 - 2015
- Relais : 2014 - 2017 - 2019